# Corydalis samuelssonii
Corydalis samuelssonii är en vallmoväxtart som beskrevs av Friedrich Karl Georg Fedde. Corydalis samuelssonii ingår i släktet nunneörter, och familjen vallmoväxter. Inga underarter finns listade i Catalogue of Life.